# Rosenburg-Mold
Rosenburg-Mold – gmina w Austrii, w kraju związkowym Dolna Austria, w powiecie Horn, w regionie Waldviertel. Liczy 817 mieszkańców (1 stycznia 2014).